# Jon Husted
Jon Allen Husted (Detroit, Míchigan, 25 de agosto de 1967) es un político estadounidense, que es senador de los Estados Unidos por Ohio desde el 21 de enero de 2025 y fue el 66.° vicegobernador de Ohio desde enero de 2019 hasta enero de 2025. 
Anteriormente fue el 53.er Secretario de Estado de Ohio. Miembro del Partido Republicano, anteriormente representó al 6.° Distrito del Senado de Ohio (una parte del condado de Montgomery) de 2009 a 2011 y fue miembro de la Cámara de Representantes de Ohio de 2001 a 2009. De 2005 a 2009, Husted prestó servicios como portavoz de la Cámara de Representantes de Ohio y sigue siendo una de las personas más jóvenes en convertirse alguna vez en presidente de dicha cámara.

## Vida personal
Husted nació en el área de Detroit en 1967 y fue inmediatamente puesto en adopción. Él ha declarado que su padre biológico no lo quería y que su madre biológica no podía cuidarlo. Fue adoptado por Jim y Judy Husted y criado en la Comunidad del noroeste de Ohio de Montpelier, Ohio como el mayor de tres hijos. Su padre era un operador de máquina. Husted dice que su experiencia fue adoptada de niño como la base de su firme oposición al aborto.